# John Muir (naturaliste sud-africain)
Pour les articles homonymes, voir Muir.
John Muir (18 juin 1874, Castle Douglas, Écosse - 3 août 1947, Riversdale, Afrique du Sud) est un médecin, naturaliste et historien de la culture.

## Formation et carrière
John Muir étudie les arts et la médecine à l' Université de St Andrews de 1890 à 1892 avant de s'inscrire à l' Université d'Édimbourg en 1892. Il obtient son doctorat en médecine. Installé en Afrique du Sud, il exerce à Worcester, Strydenburg, Sterkstroom, Albertinia et enfin Riversdale. Il récolte de nombreuses plantes dans la région, ainsi que des graines trouvées le long du littoral. Il se retire en 1923 pour se consacrer à la botanique mais aussi à d'autres sujets, comme l'étude des coquillages. Il fait don de sa collection de graines flottantes à l'Université de Stellenbosch en 1929, ce qui lui vaut un doctorat en sciences honoris causa. Titulaire d'une bourse de voyage Carnegie, il se rend à l'étranger pour étudier d'autres collections de fruits et de graines d'origine océanique. Il présente son herbier au National Herbarium de Pretoria. À cette époque, il développe un intérêt pour le folklore et les objets historiques, publiant nombre d'articles sur le sujet. Il crée également un certain nombre de noms vernaculaires d'oiseaux, de plantes et de coquillages pour le Woordeboek van die Afrikaanse Taal . Il fait don de sa collection de coquillages au South-African Museum (certaines espèces minuscules suscitant un grand intérêt). Outre ses écrits botaniques, il collabore à des publications populaires dans les domaines scientifique et socio-historique. Une bonne partie de ses articles sont rédigés en Afrikaans.
John Muir est honoré à travers le nom du genre Muiria NEBr. et ceux de nombreuses espèces telles que Leucospermum muirii Phillips, Erica muirii L.Bol., Leucadendron muirii Phillips et Conophytum muirii NEBr. On se souvient également de sa femme, née Susanna Steyn, grâce aux noms Protea susannae Phillips et Thesium susannae AWHill. Muiria hortenseae NEBr. a été nommée en référence à sa fille, mais ce nom est maintenant considéré comme synonyme de Gibbaeum hortenseae (NEBr.). Le volume 17 des Plantes à fleurs d'Afrique du Sud (Flowering Plants of South Africa, Thiede et Klak) lui est dédié.

## Publications
- The Flora of Riversdale, South Africa. Mem. Bot. Surv. S.Afr. N ° 13 sur 1929
- See-drift of South Africa (La dérive des graines d'Afrique du Sud). Mem. Bot. Surv. S.Afr. N ° 16 (1937)
- Gewone Plantname in Riversdal